# Église Saint-Rémi de Bosmont-sur-Serre
L'église Saint-Rémi est une église catholique située à Bosmont-sur-Serre, en France.

## Localisation
L'église est située dans le département français de l'Aisne, sur la commune de Bosmont-sur-Serre.

## Historique
L'édifice est classé au titre des monuments historiques en 1990.

## Description
Église du XIIe siècle, chapelles plus récentes ; tour carrée avec une flèche du XIVe siècle. Cuve baptismale très ancienne ; elle a la forme d'un chapiteau renversé orné de feuillage ; antérieure au XIIe siècle.

### Galerie

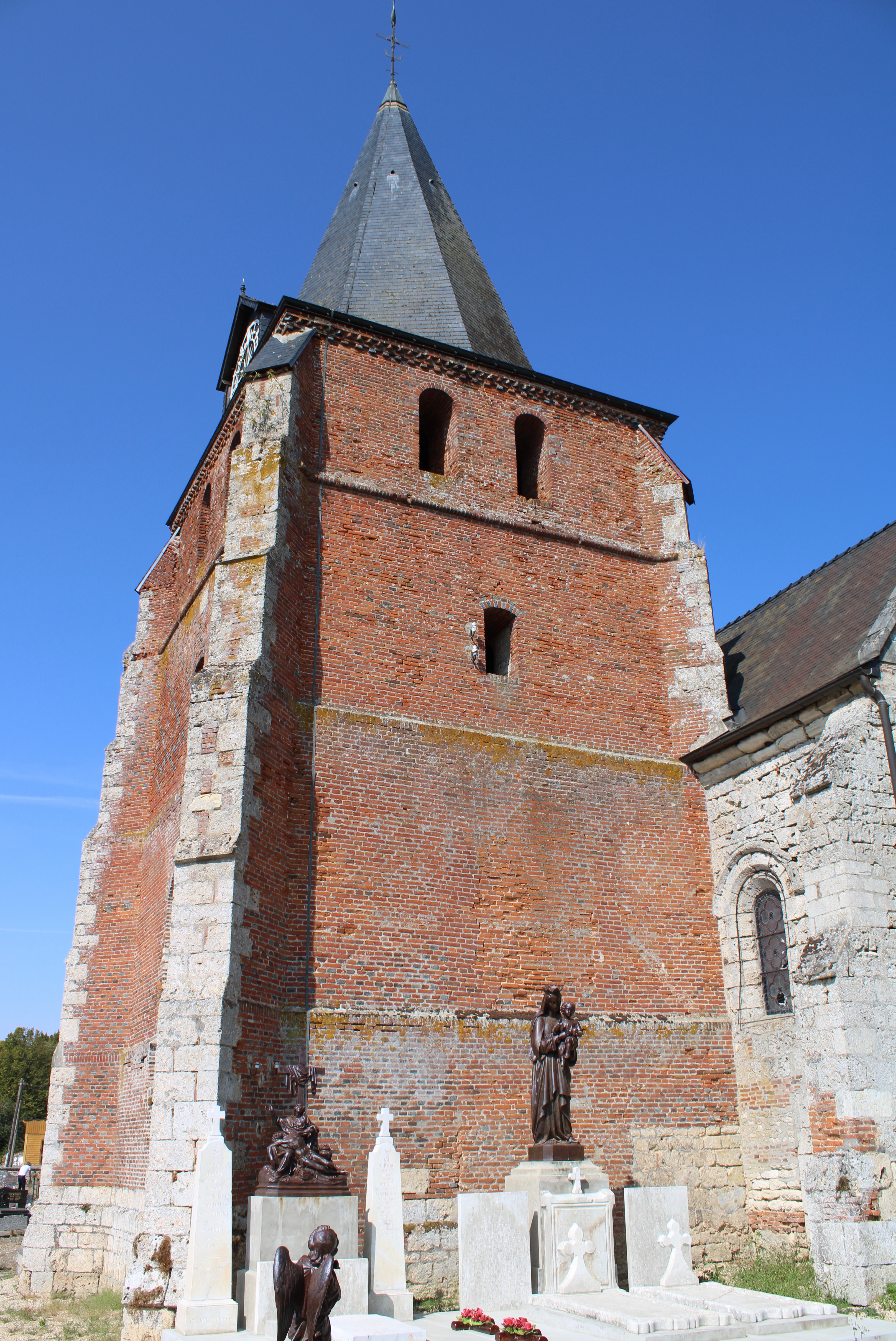
Le donjon carré en brique est construit sur le côté de la nef. Au sommet se trouve une salle de refuge à laquelle on accède depuis l'intérieur de le nef.
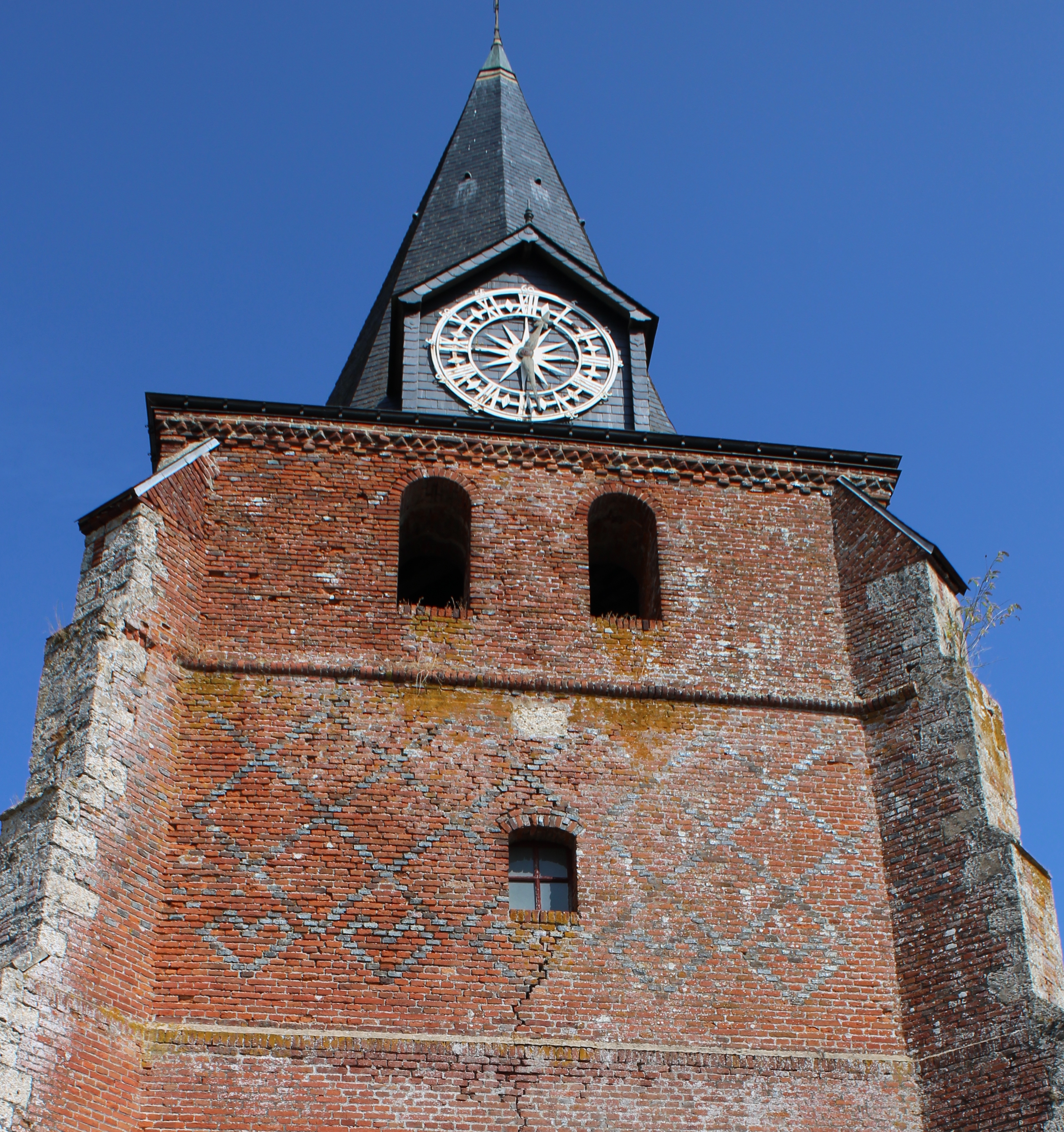
Dessins en briques vernissées : lignes entre croisées formant des carrés et, au-dessous, cinq cœurs.
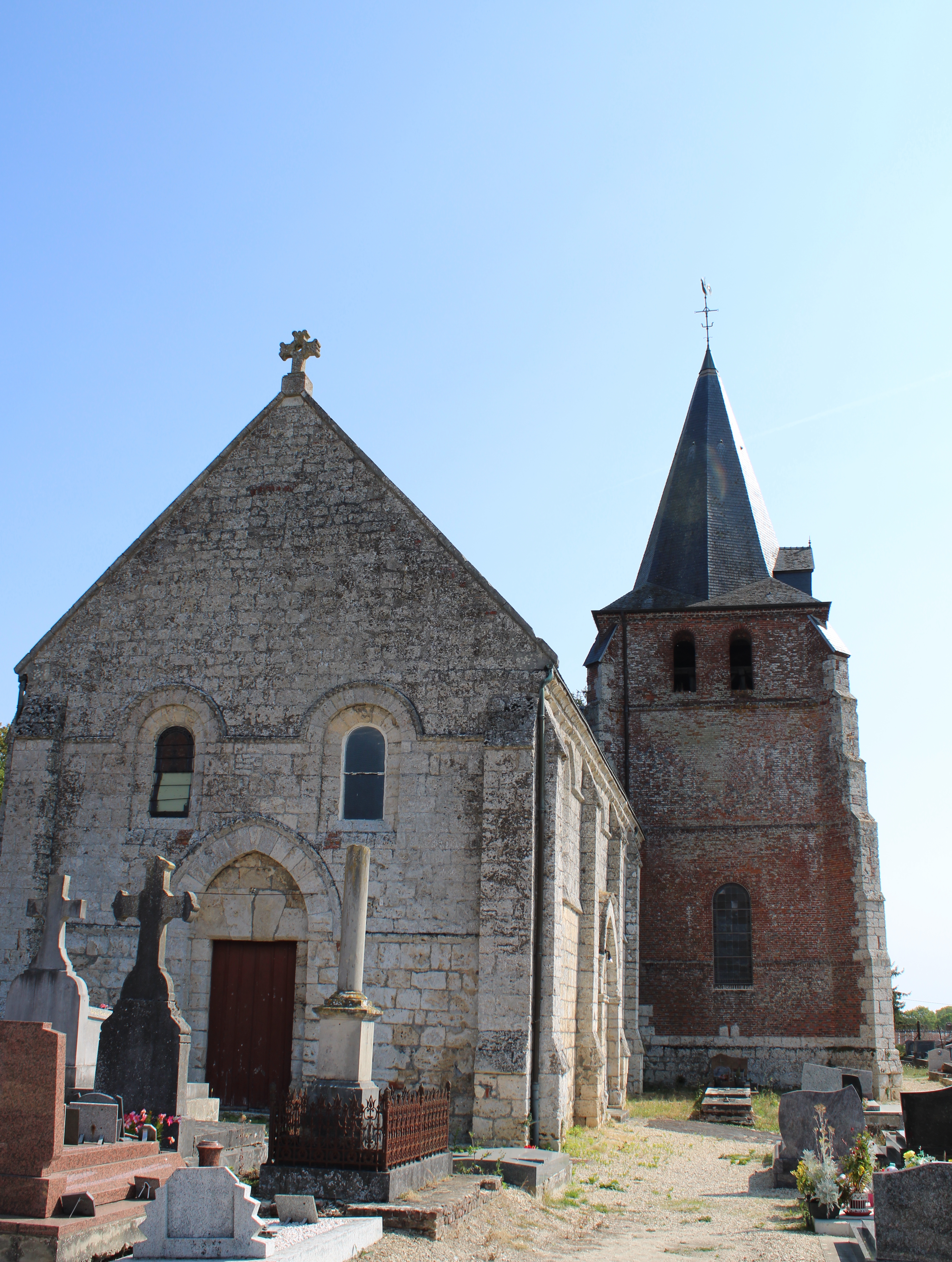
Vue de la nef en pierre calcaire.
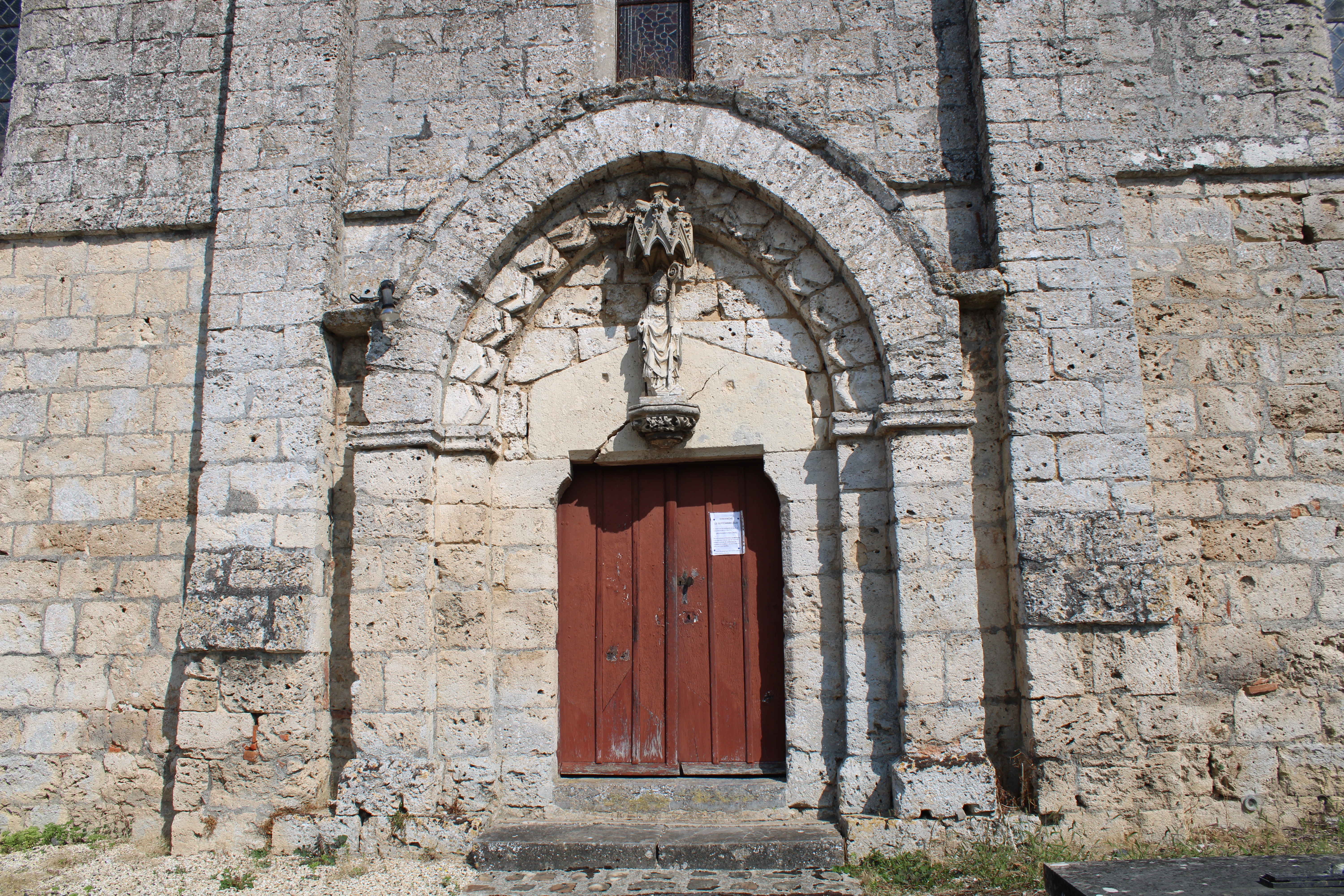
Portail latéral en tiers-point.
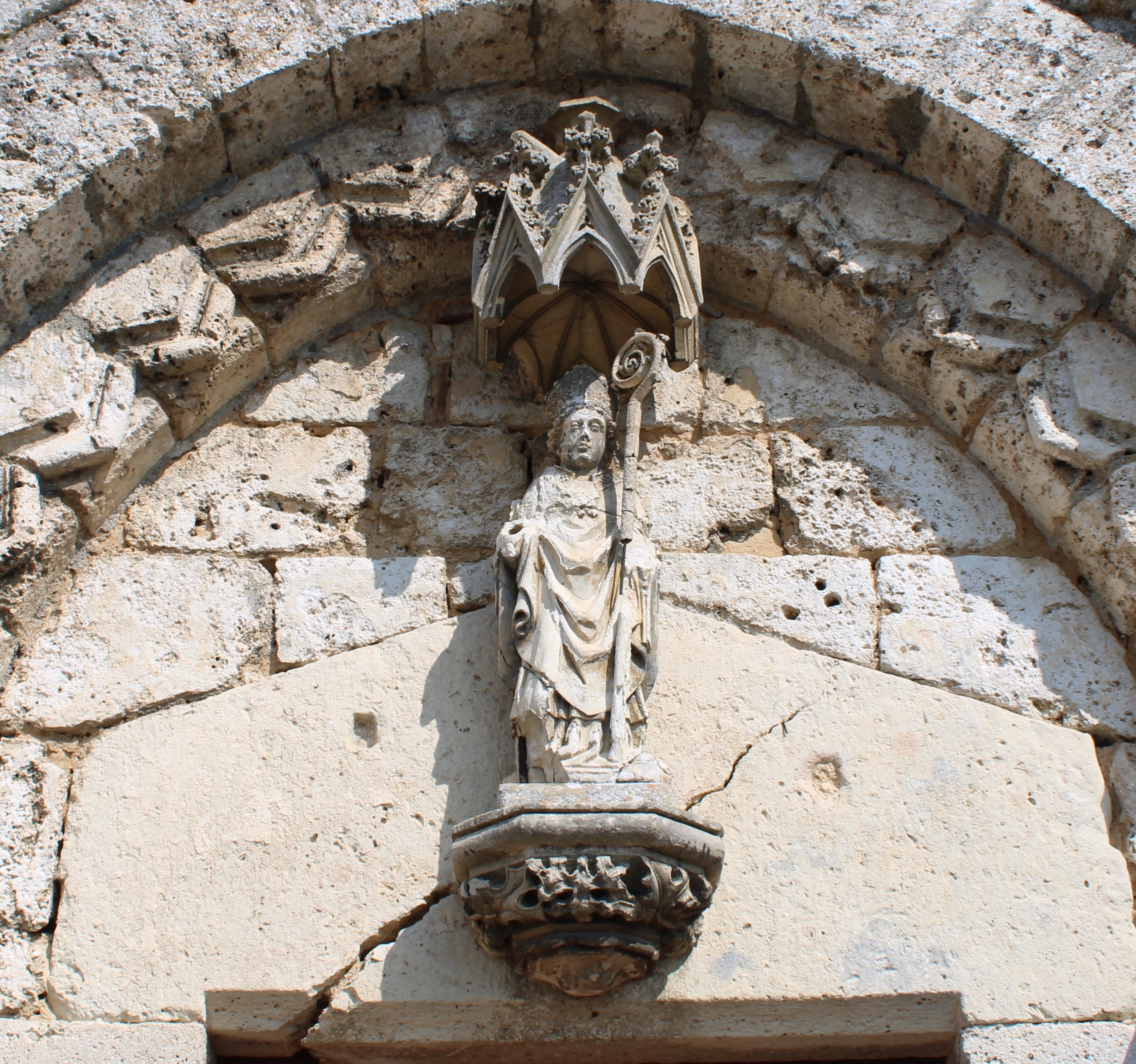
Statue de saint Remi.